# 徐曰琮
徐曰琮（1921年5月12日—1995年6月10日），原名徐欣堂，江苏常州人，中国教育家，新闻工作者。

## 生平
1921年5月12日生。1939年10月至1941年3月，在西南联大法商学院经济系学习，曾任学生会干事。1940年4月加入中国共产党。1941年3月至1944年，在云南省建水县建民中学任教务主任。1945年至1946年，在鄂豫皖解放区第13旅45团任民运队长。1947年至1958年，在缅甸仰光从事教育工作。1953年至1958年，任缅甸南洋中学校长。
1959年回国，在中国新闻社工作。曾任编辑、记者、总编室主任、新闻部主任、理事等职。1982年12月离休。1995年6月10日在北京逝世。